# 무바라크알카비르주
무바라크알카비르주(아랍어: مبارك الكبير)는 쿠웨이트 중부에 위치한 주로 주도는 무바라크알카비르이며 면적은 100km2, 인구는 210,599명(2007년 기준)이다.
2000년 하왈리주에서 분리되어 신설되었다. 북쪽으로는 하왈리주, 서쪽으로는 알파르와니야주, 남쪽으로는 알아마디주와 접하며 동쪽으로는 페르시아만과 접한다. 무바라크알카비르주의 대부분은 휴양 시설이다.